# Simon Opher
Simon Joseph Opher est un homme politique du Parti travailliste britannique et un médecin généraliste qui est député de Stroud depuis 2024.

## Biographie
Simon Opher, originaire de l'Oxfordshire, fréquente une école polyvalente avant d'étudier la médecine à la faculté de médecine de l'hôpital St Mary de Londres. Avant de devenir député, il travaille à Dursley en tant que médecin généraliste à temps plein pendant « presque exactement 29 ans ». Il reçoit un MBE en 2016 pour avoir introduit et défendu la prescription sociale (qui fait désormais partie de la politique du NHS à l'échelle nationale) et joue un rôle déterminant dans la construction de l'hôpital communautaire de Vale. Président du NHS de Stroud Locality, Opher dirige le programme local de vaccination contre le Covid-19.
Il est président de l'association caritative qui gère le Prema Arts Centre et président du Uley Cricket Club.
En juillet 2022, il remplace l'ancien député travailliste David Drew comme candidat travailliste potentiel pour Stroud. Depuis les élections générales de juillet 2024, il est député de Stroud, après avoir battu la députée conservatrice sortante Siobhan Baillie, avec 25 630 voix contre 14 219 pour Baillie.